# Ahrobiznes-TSK Romny
Ahrobiznes-TSK Romny (ukr. Футбольний клуб «Агробізнес-TSK» Ромни, Futbolnyj Kłub "Ahrobiznes-TSK" Romny) – ukraiński klub piłkarski, mający siedzibę w miasteczku Romny w obwodzie połtawskim.

## Historia
Chronologia nazw:
- 2014—...: Ahrobiznes-TSK Romny (ukr.«Агробізнес-TSK» Ромни)

Klub piłkarski Ahrobiznes-TSK został założony w miejscowości Romny w roku 2014. Głównym sponsorem jest miejscowe przedsiębiorstwo o tej samej nazwie "Ahrobiznes-TSK", które specjalizuje się w uprawie zbóż i roślin przemysłowych. W 2014 zespół startował w mistrzostwach obwodu połtawskiego.
W 2015 klub debiutował w rozgrywkach Pucharu Ukrainy wśród drużyn amatorskich.
Latem 2016 otrzymał prawo gry w rozgrywkach Pucharu Ukrainy.

## Sukcesy

### Trofea międzynarodowe
Nie uczestniczył w rozgrywkach europejskich (stan na 31-05-2015).

### Trofea krajowe
| \| \| Zdobyte trofea w rozgrywkach Ukrainy (stan na: 31-05-2015) \| |                                                            |      |          |
| Rozgrywki                                                           | Osiągnięcie                                                | Razy | Sezon(y) |
| · Mistrzostwo                                                       | I miejsce                                                  | 0    |          |
| · Mistrzostwo                                                       | II miejsce                                                 | 0    |          |
| · Mistrzostwo                                                       | III miejsce                                                | 0    |          |
| Puchar                                                              | zdobywca                                                   | 0    |          |
| Puchar                                                              | finalista                                                  | 0    |          |
| Puchar                                                              | 1/32 finału                                                | 1    | 2016/17  |
| II liga                                                             | I miejsce                                                  | 0    |          |
| II liga                                                             | II miejsce                                                 | 0    |          |
| II liga                                                             | III miejsce                                                | 0    |          |
| Ukraina                                                             | Zdobyte trofea w rozgrywkach Ukrainy (stan na: 31-05-2015) |      |          |

- Amatorski Puchar Ukrainy:
  - półfinalista: 2015
- Mistrzostwo obwodu połtawskiego:
  - mistrz: 2014, 2015
- Puchar obwodu połtawskiego:
  - zdobywca: 2014, 2015
- Superpuchar obwodu połtawskiego:
  - zdobywca: 2014

## Stadion
Klub rozgrywa swoje mecze domowe na stadionie im. Wołodymyra Okіpnogo w Romnach, który może pomieścić 3000 widzów.

## Trenerzy
- 201?–...:  Wałerij Kliszczenko